# Daniel Tammet
Daniel Paul Tammet (nascido Daniel Paul Corney, Londres, 31 de Janeiro de 1979) é um savantista britânico (autista-prodígio altamente-funcional) que possui uma grande facilidade com matemática e aprendizado de línguas. É o primeiro filho de uma família com 9 crianças, cujos pais são operários em Londres. Em sua memória, Born on a Blue Day, ele fala sobre como o fato de ter epilepsia, sinestesia e savantismo afetou profundamente sua infância.

## Biografia
A síndrome do sábio confere a Daniel Tammet capacidades especiais na memorização de números e grande facilidade na aprendizagem de línguas. Ele foi capaz de dizer 22 514 dígitos de Pi e de aprender a falar islandês em uma semana. Atualmente fala onze línguas diferentes, além de ter criado seu próprio idioma, o Mänti.
Daniel Tammet ganhou a mídia ao quebrar o recorde europeu de memorização e recitação de pi, nas comemorações do dia do pi do Museu de História da Ciência de Oxford, em 14 de março de 2004. Daniel recitou os 22 514 dígitos corretamente em cinco horas, nove minutos e 24 segundos. Os fundos arrecadados neste dia foram doados a instituições que tratam de pessoas com epilepsia, mal que acometeu Tammet na infância.
O que torna Tammet único entre os portadores de savantismo é que ele consegue explicar para os cientistas o que se passa em sua mente. Ele diz que em sua mente cada número inteiro até 10 000 possui uma forma, textura e cor únicas, e utiliza essa capacidade para realizar cálculos matemáticos. Daniel desenhou como ele vê os primeiros vinte dígitos de pi para o programa 60 minutes. Uma prévia pode ser encontrada na seção de artes de seu site oficial.
Segundo o próprio Tammet afirmou no Late Show with David Latterman de 27 de abril de 2005, alguns cientistas estão estudando seus processos mentais para tentar repeti-los em indivíduos "normais".
Em 2005, foi rodado o documentário Brainman: The boy with incredible brain (algo como: "Homem-cérebro: o garoto com um cérebro inacreditável"), a respeito da vida e das habilidades de Daniel Tammet (um trocadilho com o título de Rain Man, filme que popularizou a figura do idiota-prodígio).
Escreveu os livros "Born on a Blue Day" (Nascido num dia azul, cor que representa, para ele, as quartas-feiras, dia da semana em que nasceu)ISBN 978-972-8929-72-5 e "Embracing the wide sky: A tour accross the horizons of mind" (Abraçando o imenso céu: Uma viagem através dos horizontes da mente, ainda sem edição em português), em que analisa suas habilidades à luz de estudos científicos.ISBN 978-141-6570-13-4
Tammet ensina idiomas segundo seu próprio método, pelo site Optimnem.